# 배랑

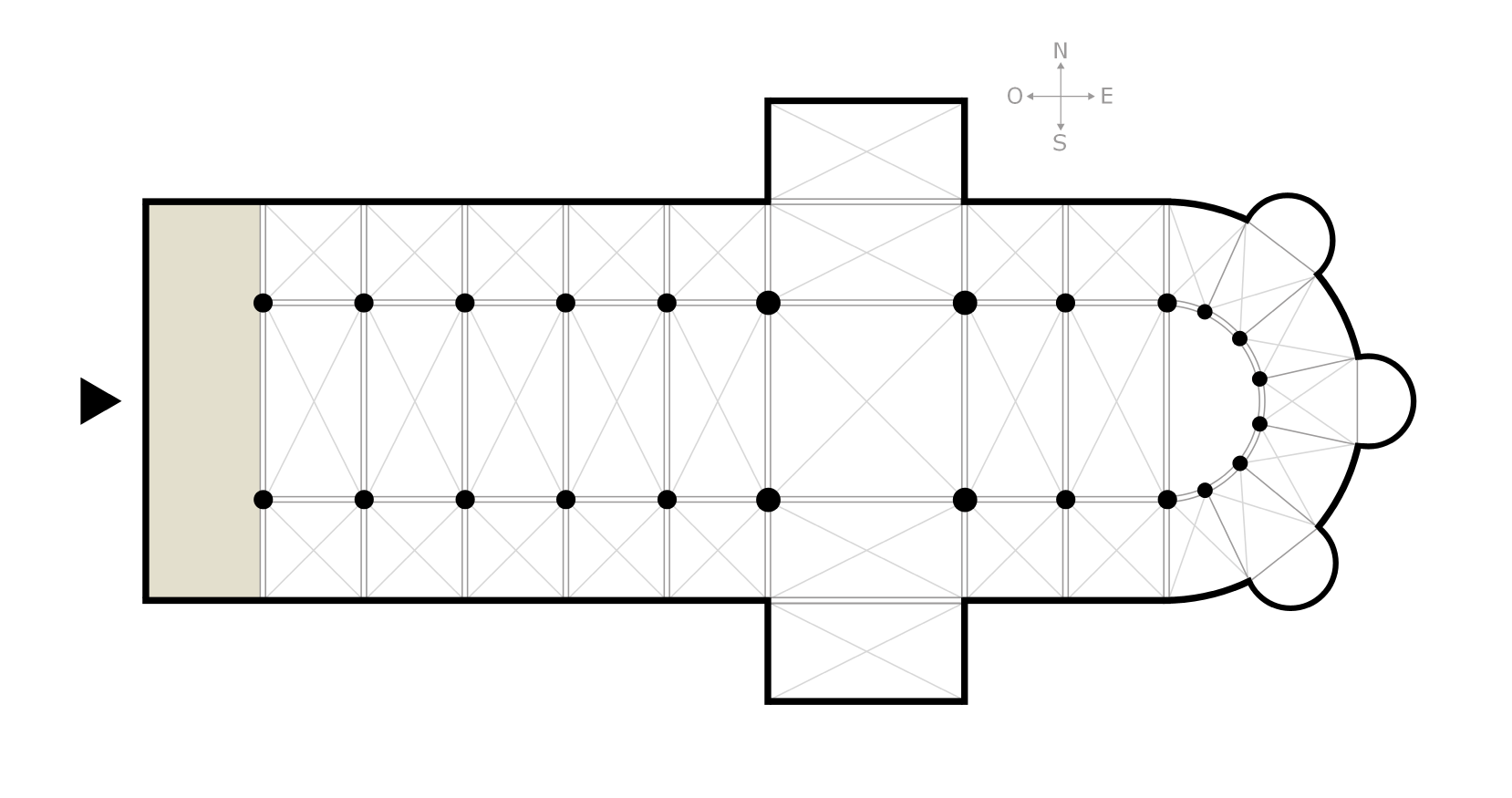
배랑

배랑 (拜廊, Narthex)은 교회(성당)건축에서 건물의 입구 혹은 신랑과 바로 연결되는 단층의 현관이나 회랑을 의미한다.

## 같이 보기
- 신랑
- 측랑
- 익랑
- 교차랑
- 주보랑
- 제실
- 내진
- 후진